# Hessiska ätten

Hessens historiska vapen.

Kung Fredrik I:s vapen.

Den hessiska ätten i Europa var lantgrevar av Hessen eller dess delar. Hessen-Kassel, längst i norr, upphöjdes under 1800-talet till kurfurstendömet Hessen.
Dessförinnan hade också grenen Hessen-Darmstadt och Hessen-Homburg avspaltats, från vilken flera haft anknytning till Sverige.
Någon hessisk ätt i egentlig mening har aldrig regerat Sverige eftersom bara en representant, Fredrik I (Hessen-Kassel), varit kung av Sverige, och han avled utan legitima arvingar.